# Лангензальцведель
Лангензальцведель (нем. Langensalzwedel) — община в Германии, в земле Саксония-Анхальт. 
Входит в состав района Штендаль. Подчиняется управлению Тангермюнде.  Население составляет 186 человек (на 31 декабря 2006 года). Занимает площадь 6,91 км².